# Fernando Gaviria
Fernando Gaviria Rendón (La Ceja, 19 augustus 1994)  is een Colombiaans wielrenner. In het begin van zijn carrière combineerde hij zowel het baan- en het wegwielrennen. Tegenwoordig richt hij zich voornamelijk op wegwedstrijden. Zijn oudere zus Juliana Gaviria is eveneens wielrenster.

## Carrière

### Jeugd en begin van de loopbaan
In 2012 stak de 17-jarige Gaviria voor het eerst zijn neus aan het venster. Tijdens de wereldkampioenschappen baanwielrennen voor junioren in Nieuw-Zeeland won hij eerst samen met Jordan Parra de ploegkoers, dit vóór het Belgische duo Jonas Rickaert/Otto Vergaerde en thuisrijders Dylan Kennett en Hayden McCormick. Later won hij zelf ook het omnium vóór de Brit Jonathan Dibben en Tirian McManus uit Australië. Op de weg won hij de nationale titel in het tijdrijden.
Na zijn successen als junior op de baan richtte Gaviria zich vanaf 2014 meer op de weg: nadat hij in mei van dat jaar continentaal kampioen geworden was bij de beloften, nam hij in augustus deel aan de Ronde van de Toekomst. In die Franse beloftenwedstrijd finishte hij driemaal bij de beste acht renners en werd hij, met slechts één punt minder dan Davide Martinelli, tweede in het puntenklassement.

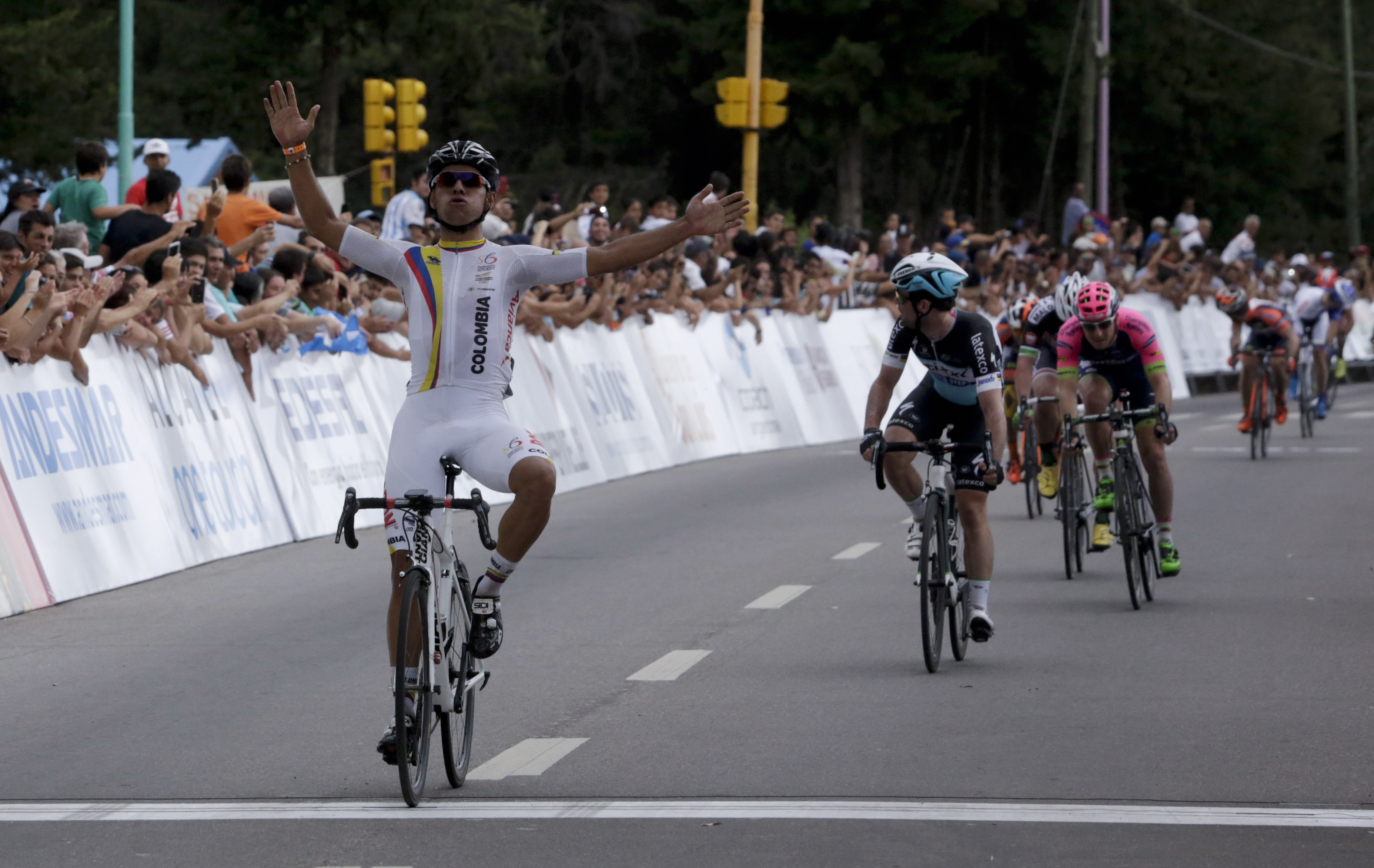
Gaviria wint de derde etappe in de Ronde van San Luis 2016

Met oog op de Olympische spelen van 2016 in Rio de Janeiro, betwistte Gaviria het omnium op het wereldkampioenschap baanwielrennen begin 2015. Als voorbereiding hierop stond hij met de nationale selectie aan de start van de Ronde van San Luis. Hier wist hij de eerste en derde etappe te winnen, dit door telkens de Britse sprinter Mark Cavendish te verslaan. Zijn goede vorm trok hij door tot het wereldkampioenschap, waar hij als topfavoriet de titel won. Vanwege zijn prestaties werd hij, samen met landgenoot Rodrigo Contreras, gecontracteerd per 1 januari 2016 bij Etixx-Quick Step. Later werd overeengekomen dat beide renners vanaf 1 augustus al stage zouden lopen bij het team. Tijdens die stage won hij met de ploeg de ploegentijdrit in de Ronde van Tsjechië, een dag later won hij zelf de massasprint. In september won hij ook een etappe in de Ronde van Groot-Brittannië, alvorens de volgende etappe niet te starten.

### 2016
In zijn eerste seizoen als prof was Gaviria's doel het omnium op de Olympische spelen. Nadat hij samen met zijn team de openingsploegentijdrit in de Ronde van San Luis had gewonnen sprintte hij ook een dag later naar de overwinning. In de eerste editie van de Ronde van de Provence won Gaviria de derde etappe. De dag ervoor werd hij tweede achter zijn ploegmaat Davide Martinelli, die kon profiteren van een valpartij in de laatste bocht. Door zijn twee podiumplaatsen won de Colombiaan het puntenklassement. In maart prolongeerde hij zijn wereldtitel in het omnium, waarmee hij de eerste renner werd die dat deed. In de Tirreno-Adriatico, Gaviria's eerste World Tourwedstrijd, won hij de derde etappe. Later die maand nam hij deel aan zijn eerste Monument: Milaan-San Remo, waar hij als een van de favorieten aan de start stond. Een val in de laatste kilometer zorgde ervoor dat Gaviria niet kon sprinten om de winst. Een gebroken vinger zorgde ervoor dat Gaviria in mei geen wedstrijd reed. Tien dagen na zijn rentree in de Heistse Pijl, moest hij enkel zijn ploeggenoot en lead-out Maximiliano Richeze voor zich dulden in de vierde etappe van de Ronde van Zwitserland. Een maand later won hij twee etappes en droeg hij drie dagen de leiderstrui in de Ronde van Polen, alvorens in de vijfde etappe op te geven. In het omnium op de Olympische Spelen, dat werd gewonnen door Elia Viviani, werd Gaviria vierde. Nadat hij in september de Grote Prijs Impanis-Van Petegem had gewonnen en tweede was geworden in zowel het Kampioenschap van Vlaanderen als de Ronde van Piemonte, behaalde hij in oktober zijn laatste overwinning van het seizoen: in Parijs-Tours versloeg hij Arnaud Démare en Jonas Van Genechten in een massasprint. Op het wereldkampioenschap, dat een week later plaatsvond, was Gaviria een van de favorieten. Door een valpartij haalde hij de finish echter niet.

### 2017

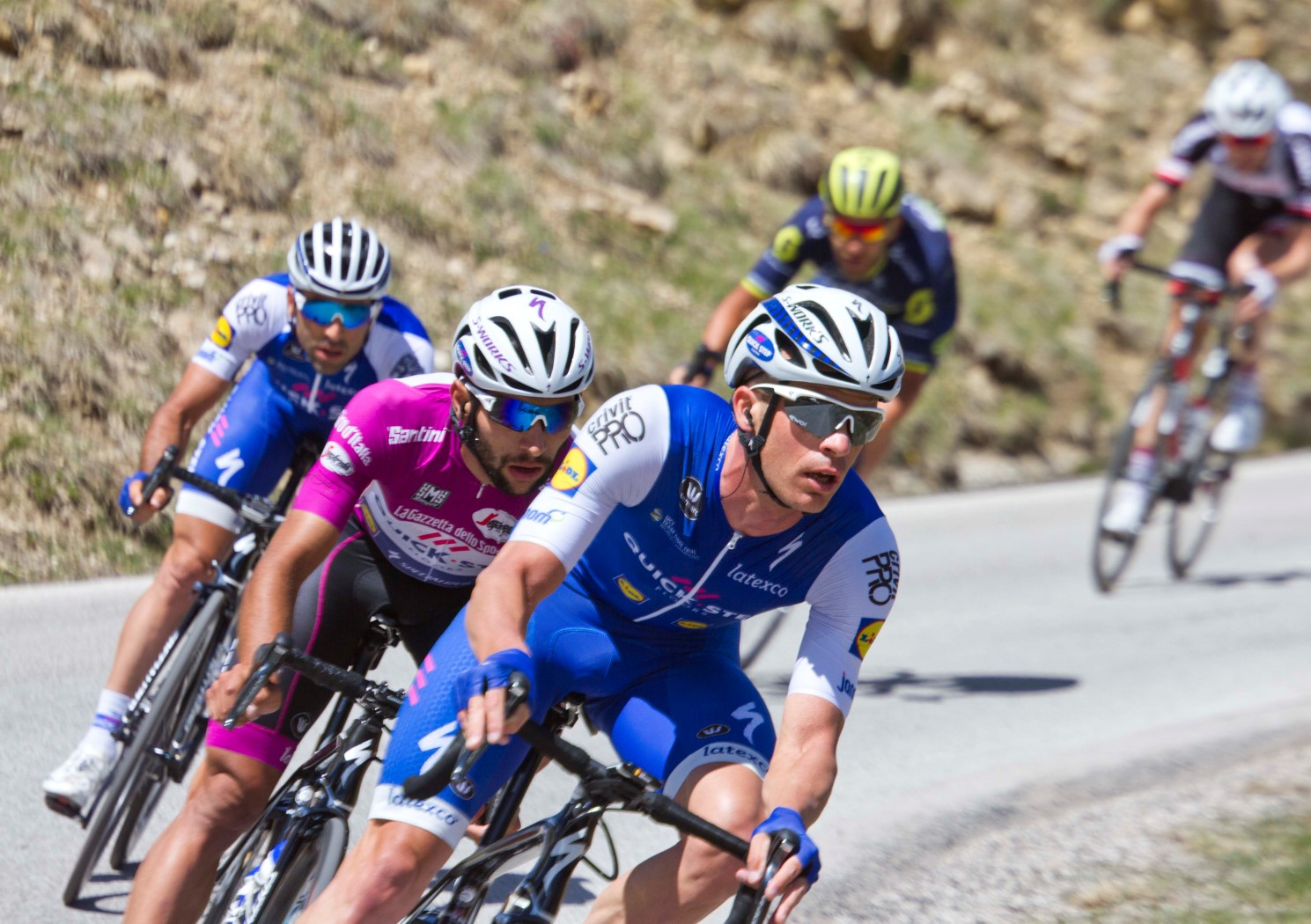
Gaviria (in het paars) tijdens de Ronde van Italië 2017

Na eerder dat jaar al overwinningen te hebben geboekt in de Ronde van San Juan, de Ronde van de Algarve en de Tirreno-Adriatico mocht Gaviria voor het eerst deelnemen aan een grote ronde, de Ronde van Italië. Nadat hij in de eerste twee etappes niet naar een podiumplek sprintte, won hij de derde etappe. Door zijn overwinning nam hij de leiderstrui over van André Greipel. Een dag later nam Bob Jungels de leiding in het klassement weer over. Na nog drie overwinningen en één tweede plaats stond Gaviria ruim aan de leiding van het puntenklassement, dat hij uiteindelijk ook op zijn naam schreef. De laatste wielrenner die zoveel etappes won in zijn eerste grote ronde was de Belg Fons De Wolf in de Ronde van Spanje van 1979.

### 2018
Gaviria deed zich gelden in de Ronde van Californië. De rappe Colombiaan van de QuickStep-formatie snelde op 17 mei in de 176 kilometer lange vijfde etappe naar zijn tweede ritzege in de Amerikaanse wielerwedstrijd. De slotfase werd ontsierd door een valpartij die Mark Cavendish nog wel wist te ontwijken, maar de Britse sprinter ook op slag kansloos maakte voor de dagzege. Marcel Kittel kon zich door materiaalpech evenmin in de strijd mengen in finishplaats Elk Grove. Dat maakte de weg vrij voor Gaviria om opnieuw te excelleren in de sprint.

## Baanwielrennen

### Palmares
| Jaar                                | CK       | P-AK                                                     | WK                  | OS       | WB               | Overig                                                                                   |          |          |
| Junioren                            | Junioren | Junioren                                                 | Junioren            | Junioren | Junioren         | Junioren                                                                                 | Junioren | Junioren |
| ----------------------------------- | -------- | -------------------------------------------------------- | ------------------- | -------- | ---------------- | ---------------------------------------------------------------------------------------- | -------- | -------- |
| 2012                                |          |                                                          | omnium · ploegkoers |          |                  |                                                                                          |          |          |
| Elite                               |          |                                                          |                     |          |                  |                                                                                          |          |          |
| 2013                                | omnium   | omnium · ploegenachtervolging                            |                     |          |                  |                                                                                          |          |          |
| 2014                                |          |                                                          |                     |          | Londen: · omnium | Zuid-Amerikaanse Spelen: · omnium · Centraal-Amerikaanse en Caraïbische Spelen: · omnium |          |          |
| 2015                                |          |                                                          | omnium              |          |                  | Pan-Amerikaanse Spelen: · omnium · ploegenachtervolging                                  |          |          |
| 2016                                |          |                                                          | omnium              |          |                  |                                                                                          |          |          |
| geen deelnames in 2017 en 2018.     |          |                                                          |                     |          |                  |                                                                                          |          |          |
| 2019                                |          |                                                          |                     |          |                  | Torneo Internacional Cali: ploegkoers                                                    |          |          |
| geen deelnames tussen 2020 en 2022. |          |                                                          |                     |          |                  |                                                                                          |          |          |
| 2023                                |          | afvalkoers · koppelkoers · omnium · ploegenachtervolging |                     |          |                  |                                                                                          |          |          |

## Wegwielrennen

### Overwinningen
2012
 Colombiaans kampioen tijdrijden, Junioren
2014
 Pan-Amerikaans kampioen op de weg, Beloften
2015 - 4 zeges
1e en 3e etappe Ronde van San Luis
1e (ploegentijdrit) en 2e etappe Ronde van Tsjechië
4e etappe Ronde van Groot-Brittannië
2016 - 7 zeges
1e (ploegentijdrit) en 2e etappe Ronde van San Luis
3e etappe Ronde van de Provence
3e etappe Tirreno-Adriatico
2e en 4e etappe Ronde van Polen
Primus Classic Impanis-Van Petegem
Parijs-Tours
2017 - 14 zeges
1e en 4e etappe Ronde van San Juan
1e etappe Ronde van de Algarve
6e etappe Tirreno-Adriatico
3e, 5e, 12e en 13e etappe Ronde van Italië
 Puntenklassement Ronde van Italië
4e etappe Ronde van Groot-Brittannië
Kampioenschap van Vlaanderen
1e, 2e, 3e en 6e etappe Ronde van Guangxi
 Puntenklassement Ronde van Guangxi
2018 - 9 zeges
1e etappe Ronde van San Juan
1e, 2e en 3e etappe Colombia Oro y Paz
1e, 5e en 7e etappe Ronde van Californië
 Puntenklassement Ronde van Californië
1e en 4e etappe Ronde van Frankrijk
2019 - 6 zeges
1e en 4e etappe Ronde van San Juan
2e etappe UAE Tour
3e etappe Ronde van Italië
1e en 5e etappe Ronde van Guangxi
2020 - 6 zeges
2e, 4e en 7e etappe Ronde van San Juan
2e etappe Ronde van Burgos
2e etappe Ronde van de Limousin
Ronde van Toscane
2021 - 1 zege
3e etappe Ronde van Polen
2022 - 2 zeges
1e en 6e etappe Ronde van Oman
Puntenklassement Ronde van Oman
2023 - 2 zeges
4e etappe Ronde van San Juan
5e etappe Ronde van Romandië
2024 - 1 zege
1e etappe Tour Colombia
Totaal: 54 individuele zeges

## Resultaten in voornaamste wedstrijden
| Jaar | Ronde van Italië | Ronde van Frankrijk | Ronde van Spanje |
| ---- | ---------------- | ------------------- | ---------------- |
| 2016 |                  |                     |                  |
| 2017 | 129e (4)         |                     |                  |
| 2018 |                  | opgave (2)          |                  |
| 2019 | opgave (1)       |                     | 147e             |
| 2020 | opgave           |                     |                  |
| 2021 | 109e             |                     |                  |
| 2022 | 128e             |                     |                  |
| 2023 | 118e             |                     |                  |
| 2024 | 137e             | opgave              |                  |

| Jaar | Milaan-San Remo | Gent-Wevelgem | Ronde van Vlaanderen | Parijs-Roubaix | Parijs-Tours |  | WK op de weg |  | Wereldranglijsten |
| ---- | --------------- | ------------- | -------------------- | -------------- | ------------ |  | ------------ |  | ----------------- |
| 2016 | 79e             | 6e            |                      |                | ↑            |  | opgave       |  | 88e (UWT)         |
| 2017 | 5e              | 9e            |                      |                | 28e          |  | 8e           |  | 29e (UWT)         |
| 2018 |                 |               |                      |                |              |  |              |  | 71e (UWT)         |
| 2019 | 16e             | 21e           | 78e                  |                |              |  |              |  | 89e (UWR)         |
| 2020 | 91e             |               |                      |                |              |  |              |  |                   |
| 2021 | 113e            |               |                      | opgave         |              |  | opgave       |  |                   |
| 2022 |                 |               |                      |                | opgave       |  |              |  |                   |
| 2023 | 129e            | opgave        |                      |                |              |  | opgave       |  |                   |
| 2024 |                 | opgave        |                      |                |              |  |              |  |                   |

### Resultaten in kleinere rondes
| Jaar | Ronde van de VAE | Tirreno-Adriatico | Ronde van Romandië | Ronde van Zwitserland | Ronde van Polen | Ronde van Guangxi |
| ---- | ---------------- | ----------------- | ------------------ | --------------------- | --------------- | ----------------- |
| 2016 |                  | 59e (1)           |                    | 106e                  | opgave (2)      |                   |
| 2017 |                  | 100e (1)          |                    |                       |                 | 50e (4)           |
| 2018 |                  | opgave            | buiten tijd        | opgave                |                 |                   |
| 2019 | 78e (1)          | 89e               |                    |                       |                 |                   |
| 2020 | 111e             | 130e              |                    |                       |                 |                   |
| 2021 | 71e              | 126e              |                    |                       | 116e (1)        |                   |
| 2022 |                  |                   | opgave             |                       |                 |                   |
| 2023 | 121e             | 115e              | 105e (1)           |                       | 136e            |                   |
| 2024 | opgave           |                   |                    |                       |                 |                   |
| 2025 | opgave           |                   |                    |                       |                 |                   |

## Ploegen
- 2013 –  Colombia Coldeportes
- 2015 –  Etixx-Quick Step (stagiair vanaf 1-8)
- 2016 –  Etixx-Quick Step
- 2017 –  Quick-Step Floors
- 2018 –  Quick-Step Floors
- 2019 –  UAE Team Emirates
- 2020 –  UAE Team Emirates
- 2021 –  UAE Team Emirates
- 2022 –  UAE Team Emirates
- 2023 –  Movistar Team
- 2024 –  Movistar Team
- 2025 –  Movistar Team

Wielerploegen van Fernando Gaviria
Alaphilippe · Boonen · Bouet · Brambilla · Cavendish · de la Cruz · Gołaś · Keisse · Kwiatkowski  · Lampaert · Maes · Martin · Meersman · Renshaw · Sabatini · Serry · Štybar · Terpstra · Trentin · Urán · Vakoč · Vandenbergh · Van Keirsbulck · M. Velits · Vermote · Verona · Wisniowski · Contreras (stagiair) · Gaviria (stagiair)
Alaphilippe · Boonen · Bouet · Brambilla · Contreras · de la Cruz · De Plus · Gaviria · Jungels · Keisse · Kittel · Lampaert · Maes · D. Martin · T. Martin   · Martinelli · Meersman · Richeze · Sabatini · Serry · Štybar · Terpstra · Trentin · Vakoč · Vandenbergh · Van Keirsbulck · Velits · Vermote · Verona · Wiśniowski · Costa (stagiair) · García (stagiair) · Sisr (stagiair)
Alaphilippe · Bauer · Boonen (tot 09/04) · Brambilla · Capecchi · Cavagna · de la Cruz · De Plus · Declercq · Devenyns · Gaviria · Gilbert · Jungels · Keisse · Kittel · Lampaert · Martin · Martinelli · Mas · Richeze · Sabatini · Schachmann · Serry · Štybar · Terpstra · Trentin · Vakoč · Velits · Vermote · Hodeg (stagiair) · Kasperkiewicz (stagiair)
Alaphilippe · Asgreen · Capecchi · Cavagna · De Plus · Declercq · Devenyns · Gaviria · Gilbert · Hodeg · Jakobsen · Jungels · Keisse · Knox · Lampaert · Martinelli · Mas · Mørkøv · Narváez · Richeze · Sabatini · Schachmann  · Sénéchal · Serry · Štybar · Terpstra · Vakoč · Viviani
Aru · Bohli · Bystrøm · Consonni · Conti · Costa · Đurasek · Ferrari · Gaviria · Henao · Kristoff · Laengen · Marcato · Martin · Mirza · Molano · Mori · Muñoz · I. Oliveira · R. Oliveira · Petilli · Philipsen · Pogačar · Polanc · Ravasi · Raboesjenka · Sutherland · Troia  · Ulissi
Ardila · Aru · Bjerg · Bohli · Bystrøm · Conti · Costa · Covi · De la Cruz · Dombrowski · Formolo · Gaviria · Henao · Kristoff · Laengen · Marcato · McNulty · Mirza · Molano · Muñoz · I. Oliveira · R. Oliveira · Philipsen · Pogačar · Polanc · Ravasi · Raboesjenka · Richeze · Troia · Ulissi
Ardila · Ayuso (vanaf 15 juni) · Bjerg · Bystrøm · Conti · Costa · Covi · De la Cruz · Dombrowski · Fisher-Black (vanaf 14 juli) · Formolo · Gaviria · Gibbons · Hirschi · Kristoff · Laengen · Majka · Marcato · McNulty · Mirza · Molano · Muñoz · I. Oliveira · R. Oliveira · Pogačar · Polanc · Raboesjenka · Richeze · Trentin · Troia · Ulissi· Groß (stagiair)
Ackermann · Almeida · Ardila · Ayuso · Bennett · Bjerg · Brunel (tot 2/6) · Costa · Covi · Fisher-Black · Formolo · Gaviria · Gibbons · Groß · Hirschi · Hodeg · Laengen · Majka · McNulty · Mirza · Molano · I. Oliveira · R. Oliveira · Pogačar · Polanc · Richeze · Soler · Suter · Trentin · Troia · Ulissi · Andersen (stagiair) · Kluckers (stagiair) · Knight (stagiair)
Aranburu · Arcas · Barta · Erviti · García · Gaviria · González · Guerreiro · Hollmann · Izagirre · Jacobs · Jorgenson · Kanter · Lazkano · E. Mas · L. Mas · Mühlberger · Norsgaard · Oliveira · Pedrero · Rangel Costa · Rodríguez · Rojas · Romeo · Rubio · Samitier · Serrano · Sosa · Torres · Verona
Aranburu · Arcas · Barrenetxea · Barta · Canal · Cavagna · Cimolai · Formolo · García · Gaviria · Guerreiro · Jacobs · Lazkano · Mas · Milesi · Moro · Mühlberger · Norsgaard · Oliveira · Pedrero · Quintana · Rangel Costa (tot 19/8) · Romeo · Romo · Rubio · Samitier · Serrano · Sosa · Torres